# Nam Định Football Club
Maillots
Actualités
Thep Xanh Nam Dinh Football Club est un club viêtnamien de football, basé à Nam Định. Il dispute ses rencontres à domicile au Thiên Trường Stadium. Le vietnamien Van Sy Nguyen est l'entraineur depuis janvier 2017.

## Historique
Fondé en 1965, le club participe à la V-League pour la première fois de son histoire lors de la saison 1982-1983, qu'il achève à la 6e place de sa poule du premier tour de la compétition. Deux ans plus tard, Nam Dinh est sacré champion du Viêt Nam. Il remporte un second trophée en 2007, en s'imposant en finale de la Coupe du Viêt Nam face à Bình Định. Ce succès lui ouvre les portes de la Ligue des champions de l'AFC 2008 et pour ses débuts en compétition asiatique, Nam Dinh ne parvient pas à remporter l'une des rencontres de groupe, n'obtenant qu'un match nul à domicile face aux Thaïlandais de Krung Thaï Bank FC.
En 2009, Nam Dinh échappe à la relégation après avoir battu Can Tho FC, 3e de V-League 2 mais la saison suivante voit le club terminer à la dernière place du classement, synonyme de descente en deuxième division. Le club joue en V-League 2 lors de la saison 2015, après avoir remporté le titre de champion de troisième division la saison précédente.
Parmi les joueurs les plus renommés ayant porté les couleurs du club, on trouve l'international kenyan Maurice Sunguti et Gavin Glinton, international des Îles Turks et Caïcos.

## Palmarès
| Compétitions nationales professionnelles | Compétitions internationales |
| --- | --- |
| - Championnat du Viêt Nam (3) - Champion en 1985, 2024 et 2025. - Championnat du Viêt Nam de 2e division (1) - Champion en 2017. - Championnat du Viêt Nam de 3e division (1) - Champion en 2014. - Coupe du Viêt Nam (1) - Vainqueur en 2007. - Supercoupe du Viêt Nam (1) - Vainqueur en 2024. - Finaliste en 2007. | - Ligue des champions Élite de l'AFC - Meilleure performance : phase de groupes en 2008. - Ligue des champions 2 de l'AFC - Meilleure performance : huitième de finaliste en 2025. |